# 石田紀子
石田 紀子（いしだ のりこ、1960年12月14日 - 1987年8月2日）は、日本の女優、タレントである。本名は、上野典子。中原 歩名義の活動時期もあった。
所属していた事務所は「オフィスBIN」（1987年2月まで）。

## 生涯・人物
福岡市で出生し、弟がいる。ドライブと映画鑑賞が趣味で、幼少時はCAを志望していた。視力は2.0で平衡感覚の良さが自慢と語っている。
幼少時に父親の仕事の関係で千葉県に移住する。中学生時代はバレーボール部で活動する。少女時代は歌うことが大好きで、高校生時代は歌手志望だった。千葉県立木更津東高等学校在学中の1978年に、資生堂CMモデルのオーディションに応募して出場し、落選するも（この時合格したのは小野みゆき）、スカウトの目に留まり誘われる。両親は娘の芸能界入りに反対していたが「大学に行く分だと思って下さい。その間に演技の勉強をします」などと説得し、許しを得た。高校卒業後の1979年に東映俳優センターに入所して同年にテレビドラマ『燃えろアタック』でデビューし、女優として活動する。
本人は、元々はどうしても役者をやりたいと思っていたわけではなく、役者の他にもスタイリストやルポライターなど色々なことをやりたいと思っていたという。「ただOLとして机で事務をするのだけは嫌だな」と考えていたと話している。
1985年に、かねてより「日本初の女性ヘリDJを育ててみたい」と思っていたFM横浜「湘南ミュージックスカイウェイ」のディレクターと出会い、当番組のDJを約1年間務めた。役作りのために石田をTBSラジオのレポートドライバー「954ガール」に就かせてレポートの訓練に励みながら、合間を見てヘリコプターに乗せて実地訓練を積ませた。このヘリDJになることにも母親は大反対していたが、説得のために母親を石田と同乗させ、「常に新しいことにチャレンジしたい」と口癖のように言っていた娘に最後は根負けしたという。しかし石田はこの仕事に就く以前はヘリコプターに乗ったことは全くなかった。ディレクターは「彼女は時々怖がって目をつぶることがあるが、そんな時でも平気な顔をしていた。ヘリDJになるために生まれてきたようなもので、彼女の天性のものだと思う」と語っている。1987年8月2日、同番組最後の放送中に乗っていたヘリコプターが茅ヶ崎沖で墜落し死亡した。
『燃えろアタック』の監督であった奥中惇夫は、撮影当時はおとなしく「女優に向いていないのでは」と心配したが作品制作終了後も毎年欠かさず年賀状を送るなど律儀な印象もあり、石田の葬儀で両親の姿を見た際に涙ぐんだ。

### ラジオ番組・湘南ミュージックスカイウェイでの事故死
湘南ミュージックスカイウェイは、DJの石田が神奈川県西部の湘南地域上空をヘリコプターで飛行して湘南の今を紹介しながら、リスナーから寄せられたはがきのリクエストやお便りを読み上げるもので、生放送の体裁だが実際は事前に録音したものを放送しており、事故当日も5日前に収録したものを放送していた。生放送の雰囲気を醸すため、放送と同じ時間帯に番組と同じコースでヘリコプターを飛ばす試みが行われていた。
1987年8月2日の放送で石田が勇退して斉藤厚子が後継を務めることが決まっており、石田の最終フライトが放送される直前の夕方15時54分に茅ヶ崎西浜海岸上空を飛行していたヘリが墜落し、目撃者らによって救助され、茅ヶ崎市内の病院に搬送されたが、搭乗していた石田と番組スタッフ1名は死亡、機長と番組スタッフ2名が負傷した。石田は番組の最後に「これから東京ヘリポートへ私の操縦で戻りたいと思います。私はこれから空に帰ります。女優業に戻ります。」と挨拶をしてリスナーに別れを告げたが、結果的に石田の生前最後の挨拶ともなった。この事故を受け、斉藤が担当する予定だった翌週からの放送は急遽中止されてそのまま打ち切りとなった。
なお映像コンテンツ権利処理機構によると、2011年以降、遺族との連絡が取れていない。

## 出演

### テレビドラマ
- 鉄道公安官 第9話「車窓に消えた目撃者」（1979年、テレビ朝日）
- 燃えろアタック（1979年9月7日 - 1980年7月4日、テレビ朝日） - 夏川ゆか 役（中原歩名義）
- 土曜ワイド劇場『復顔　整形美女の復讐』（1979年9月1日、テレビ朝日）
- Gメン'75 最終回スペシャル「サヨナラGメン'75 また逢う日まで」（1982年4月3日、TBS）※出演カット
- 金曜ミステリー劇場 「六月の危険な花嫁」（1982年、TBS）
- 婦警さんは魔女（1983年、TBS）
- 時代劇スペシャル『十六文からす堂 江戸占い謎を斬る』（1982年7月16日、フジテレビ）
  - 時代劇スペシャル『十六文からす堂 初夜は血の匂い』（1983年6月10日、フジテレビ）
- 高校聖夫婦 第20話「落ちこぼれの愛」（1983年、TBS）
- おしん（NHK連続テレビ小説）第283話、第284話ゲスト
- 西部警察 PART-III 第18話「パニック・博多どんたく -福岡篇-」（1983年、テレビ朝日） - 大門明子の親友
- 月曜ドラマランド『エプロンおばさんスペシャル』（1983年8月1日、フジテレビ）
- 大江戸捜査網 （テレビ東京・三船プロ）
  - 第579話「艶花一輪 闇を濡らす赤い殺意」（1983年）
  - 第608話「八丁堀情話 夫よ許して!」（1983年）
- 火曜サスペンス劇場『遺された妻の疑惑』（1983年12月6日、日本テレビ）
- 土曜ワイド劇場『松本清張の葦の浮船』（1984年2月4日、テレビ朝日）
- 不良少女とよばれて（1984年、TBS）
- 金曜女のドラマスペシャル『結婚前夜 -消えた殺人事件-』（1985年3月22日、フジテレビ）
- 水曜ドラマスペシャル『危険なふたり3・飛んで火に入る就職編』（1985年4月17日、TBS）
- 誇りの報酬 第19話「芹沢刑事・怒りの追跡」（1986年、日本テレビ） - 立石建設受付嬢 役
- 天使のアッパーカット （1986年、TBS） - 松岡公子 役

### バラエティー
- ドリフと女優の爆笑劇場 （1986年8月6日、テレビ朝日系） - 荒井注の妻役

### ラジオ
- 湘南ミュージックスカイウェイ（1986年 - 1987年、FMヨコハマ）[2]